# حارة قاع العلفي-حمادي (صنعاء)
حارة قاع العلفي-حمادي هي إحدى حارات حي القاع بمديرية التحرير إحد مديريات العاصمة اليمنية صنعاء، بلغ تعداد سكانها 225 نسمة حسب تعداد اليمن لعام 2004.